# No Time to Die
No Time to Die är den 25:e filmen från produktionsbolaget EON Productions om den brittiske spionen James Bond. Filmen är regisserad av Cary Joji Fukunaga, och Daniel Craig spelar återigen James Bond i sin femte och sista film.
Filmens världspremiär var planerad till den 3 april 2020 i Storbritannien, men den 4 mars 2020 meddelades det att premiären blev uppskjuten till den 12 november 2020 på grund av covid-19-pandemin. I oktober 2020 meddelades att filmen blev försenad igen till 2 april 2021. I januari 2021 meddelades att filmen blev försenad igen till 8 oktober 2021. Till slut hade filmen galapremiär i London den 28 september 2021.
På Oscarsgalan 2022 vann No Time to Die för bästa sång ("No Time to Die"). Den nominerades även för bästa ljud och bästa specialeffekter men förlorade mot Dune.

## Handling
En ung Madeleine Swann bevittnar hur hennes mor mördas i sitt hem av terroristen Lyutsifer Safin när han egentligen försöker mörda hennes far mr. White. Madeleine skjuter Safin, men han överlever. Hon flyr ut på en närliggande frusen sjö och faller genom isen, men han räddar henne.
I nuet, efter tillfångatagandet av Ernst Stavro Blofeld, är Madeleine i Matera med James Bond som pensionerat sig från MI6. När han besöker Vesper Lynds grav upptäcker han att den är riggad med sprängmedel av yrkesmördare från SPECTRE. Även om Bond och Madeleine undkommer mördarna så tror han att hon har förrått honom eftersom det var hon som uppmuntrade honom att besöka graven och lämnar henne, trots hennes vädjan.
Fem år senare kidnappas MI6-forskaren Valdo Obrutjev från ett MI6-laboratorium. Med M:s godkännande hade Obrutjev utvecklat Projekt Heracles, ett biovapen som innehåller nanobotar som infekterar som ett obotligt virus vid beröring och kodas till en individs DNA, vilket gör det dödligt för målet och deras släktingar men ofarligt för andra. Bond har gått i pension och bor på Jamaica, men han blir kontaktad av CIA-agenten Felix Leiter och hans kollega Logan Ash som ber om Bonds hjälp med att hitta Obrutjev. Bond tackar nej till en början, men efter att Nomi, en MI6-agent och hans efterträdare som 007, berättat för honom om Projekt Heracles går Bond med på att hjälpa Leiter trots Nomis varningar om att inte blanda sig i.
Bond åker till Kuba och träffar Paloma, en CIA-agent som arbetar med Leiter. De infiltrerar ett SPECTRE-möte för Blofelds födelsedag för att hämta Obrutjev. Blofeld, som fortfarande är fängslad i Belmarsh, använder ett kroppslöst "bioniskt öga" för att leda mötet och beordrar sina medlemmar att döda Bond med en "nanobot-dimma", men det dödar alla SPECTRE-medlemmar istället eftersom Obrutjev hade programmerat om nanobotarna för att infektera alla SPECTRE-medlemmar på Safins order. Bond fångar Obrutjev och träffar Leiter och Ash, men Ash visar sig vara en dubbelagent som arbetar för Safin. Han dödar Leiter och flyr med Obrutjev.
Bond återvänder då till London och MI6. Moneypenny och Q arrangerar ett möte mellan Bond och Blofeld i fängelset för att försöka hitta Obrutjev och vem som ligger bakom SPECTRE:s förintelse men Blofeld går bara med på att träffa Bond om Madeleine också är närvarande. Madeleine har återgått till yrket som psykolog men stöter på Safin som tvingar henne att infektera sig med nanobotar som ska döda Blofeld. När Bond stöter på Madeleine i Blofelds fängelsecell, rör han vid henne och smittar omedvetet sig själv. Madeleine bryter dock ihop i väntan på att Blofeld ska anlända och lämnar byggnaden. Bond frågar Blofeld vem det är som ligger bakom dödandet av SPECTRE men Blofeld erkänner istället att han iscensatte bakhållet vid Vespers grav för att det skulle se ut som om Madeleine hade förrått honom. Det får Bond att tappa kontrollen och han reagerar genom att attackera Blofeld, vilket oavsiktligt får nanobotarna att infektera och döda honom.
Bond spårar Madeleine till hennes barndomshem i Norge och får reda på att hon har en femårig dotter som heter Mathilde. Madeleine berättar för honom att när Safin var pojke mördades hans föräldrar av hennes far på Blofelds order. I en jakt på hämnd försökte han döda mr. White men dödade istället hans fru (Madeleines mamma). Efter att ha hämnats genom att döda Blofeld och förstöra SPECTRE fortsätter Safin sin framfart med Ash och deras följe i jakten på Bond, Madeleine och Mathilde. Bond dödar Ash och hans ligister men Safin tillfångatar Madeleine och Mathilde.
Q gör det möjligt för Bond och Nomi att infiltrera Safins högkvarter i en militärbas, omvandlad till en nanobotfabrik, på en ö mellan Japan och Ryssland, där Obrutjev masstillverkar tekniken så att Safin kan använda den för att döda miljontals människor i syfte att minska överbefolkningen. Bond dödar många av Safins män medan Nomi dödar Obrutjev genom att trycka ner honom i en nanobot-tank. Madeleine flyr medan Safin släpper Mathilde i vetskap om att planen kommer lyckas. Bond skickar iväg Nomi, Madeleine och Mathilde från ön men stannar själv kvar för att öppna öns sprängbeständiga silodörrar och kallar in ett missilanfall från HMS Dragon för att förstöra fabriken.
Dörrarna stängs sedan igen och när Bond är på väg upp för att öppna dem igen så överfaller Safin Bond, skjuter och infekterar honom med en flaska som innehåller nanobotar programmerade att döda Madeleine och Mathilde. Trots sina skador dödar Bond Safin efter ett slagsmål och öppnar silodörrarna. I vetskap om att han varken kommer kunna sätta sig i säkerhet eller kunna leva med sin familj talar han via radio med Madeleine och säger att han älskar henne samt uppmuntrar henne att gå vidare utan honom samtidigt som Madeleine bekräftar att Mathilde är hans dotter. Missilerna träffar ön, förstör nanobotfabriken och dödar Bond.
På MI6 hyllar M, Moneypenny, Nomi, Q och Tanner Bond och skålar för hans minne medan Madeleine tar Mathilde till Matera och berättar historierna om Mathildes far James Bond.

## Rollista (i urval)
- Daniel Craig – James Bond
- Rami Malek – Lyutsifer Safin
- Léa Seydoux – Dr. Madeleine Swann
- Lashana Lynch – Nomi
- Ralph Fiennes – Gareth Mallory/M
- Ben Whishaw – Q
- Naomie Harris – Eve Moneypenny
- Billy Magnussen – Logan Ash
- Ana de Armas – Paloma
- David Dencik – Dr. Valdo Obrutjev
- Jeffrey Wright – Felix Leiter
- Christoph Waltz – Ernst Stavro Blofeld
- Rory Kinnear – Bill Tanner
- Dali Benssalah – Primo/Cyclops
- Lisa-Dorah Sonnet – Mathilde

## Produktion
Efter att Spectre visade sig vara en tuff produktion där Craig skadade sig under ett stunt, bestämde sig det kreativa teamet att ta en paus och inte börja utveckla den 25:e filmen ännu. Detta ledde till att många kvällstidningar trodde att Craig hade slutat som James Bond, trots att detta inte hade bekräftats. I augusti 2017 på Stephen Colberts The Late Show bekräftade Craig att han skulle återvända som James Bond en gång till. Produktionen fördröjdes ett år efter att Danny Boyle hade hoppat av som regissör i augusti 2018. Boyle och hans manusförfattare John Hodge lämnade projektet efter att de inte hade varit överens om kreativa beslut med producenterna. Cary Fukunaga anlitades månaden efter och ett nytt manus påbörjades. Det ursprungliga premiärdatumet flyttades från november 2019 till våren 2020. Premiären blev följaktligen uppskjuten i omgångar pga den pågående Covid-19-pandemin (ironiskt nog, då stora delar av handlingen kretsar kring biovapen och en hypotetisk global pandemi) och filmen släpptes först hösten 2021. 
Filmen påbörjade sin produktion den 25 april 2019. Den spelades in i London, Port Antonio (Jamaica), Matera (Italien), Färöarna (Kalsoy), Nittedal och Atlanthavsvägen (Norge). Inspelningen avslutades i oktober 2019.